# Cyathostemon tenuifolius
Cyathostemon tenuifolius är en myrtenväxtart som beskrevs av Porphir Kiril Nicolai Stepanowitsch Turczaninow. Cyathostemon tenuifolius ingår i släktet Cyathostemon och familjen myrtenväxter. Inga underarter finns listade i Catalogue of Life.